# 地上より何処かで
『地上より何処かで』（ここよりどこかで、Anywhere But Here）は、1999年製作のアメリカ映画。監督はウェイン・ワンで、原作はモナ・シンプソンの小説『ここではないどこかへ』。
DVD化の際に邦題が『ここよりどこかで』とひらがな表記になった。

## ストーリー
田舎での生活にうんざりした母・アデルは、嫌がる娘・アンを強引に連れてビバリーヒルズに引っ越す。我侭な母に振り回されることに反発するが母娘の絆を絶つことができず悩むアンと、マイペースで愚かな行動ばかりをとるアデルの母娘の感動ドラマ。

## キャスト
※括弧内は日本語吹替
- アデル・オーガスト - スーザン・サランドン（萩尾みどり）
- アン・オーガスト - ナタリー・ポートマン（高橋理恵子）
- ベニー - ショーン・ハトシー（川島得愛）
- キャロル - ボニー・ベデリア（立石涼子）
- ジョシュ・スプリッツァー - ハート・ボックナー
- ジャニス・パールマン - ヘザー・マコーム